# Flugplatz Aachen-Merzbrück

i7
i11
i13

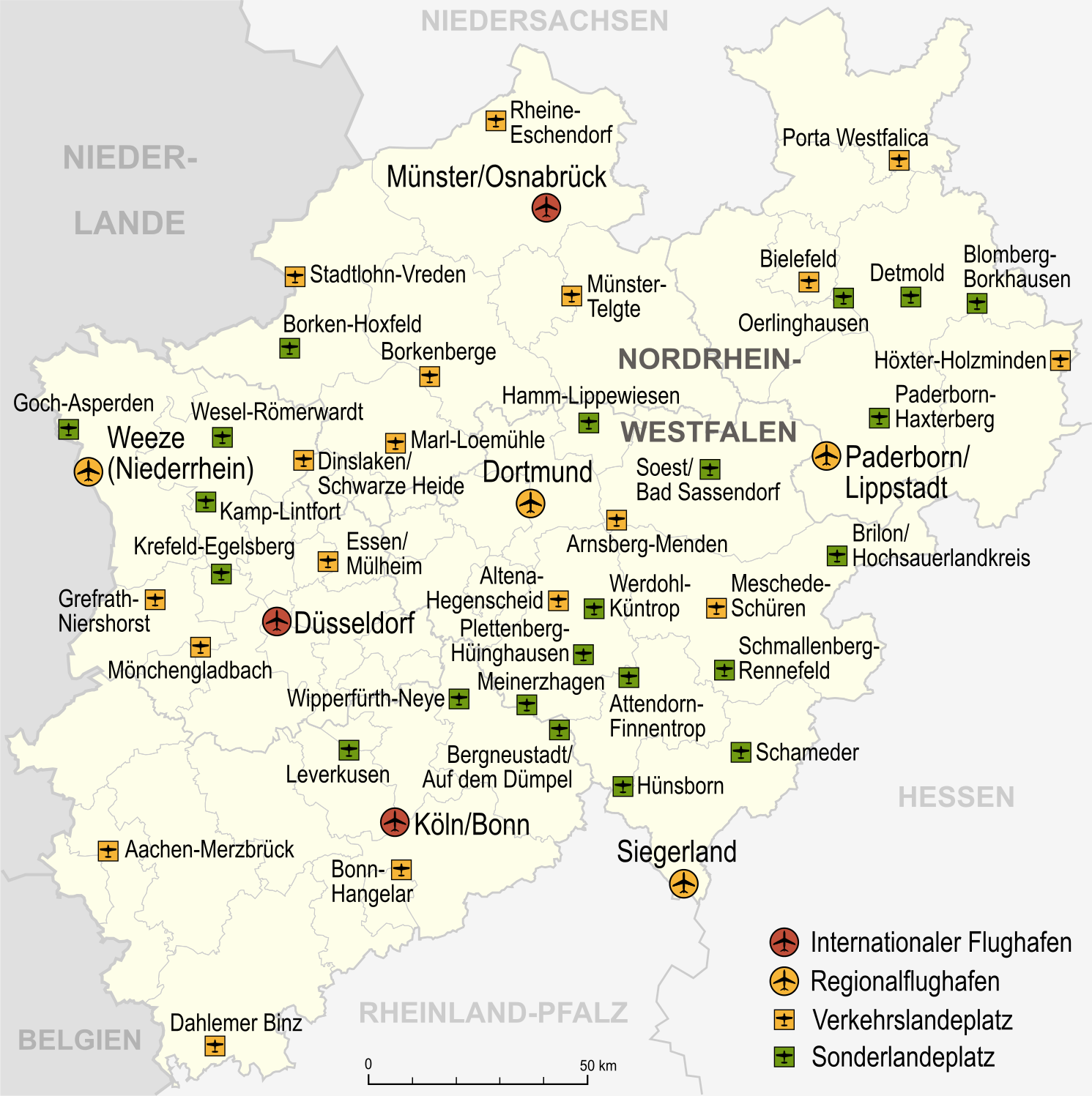
Flughafen Aachen-Merzbrück in der NRW-Übersicht

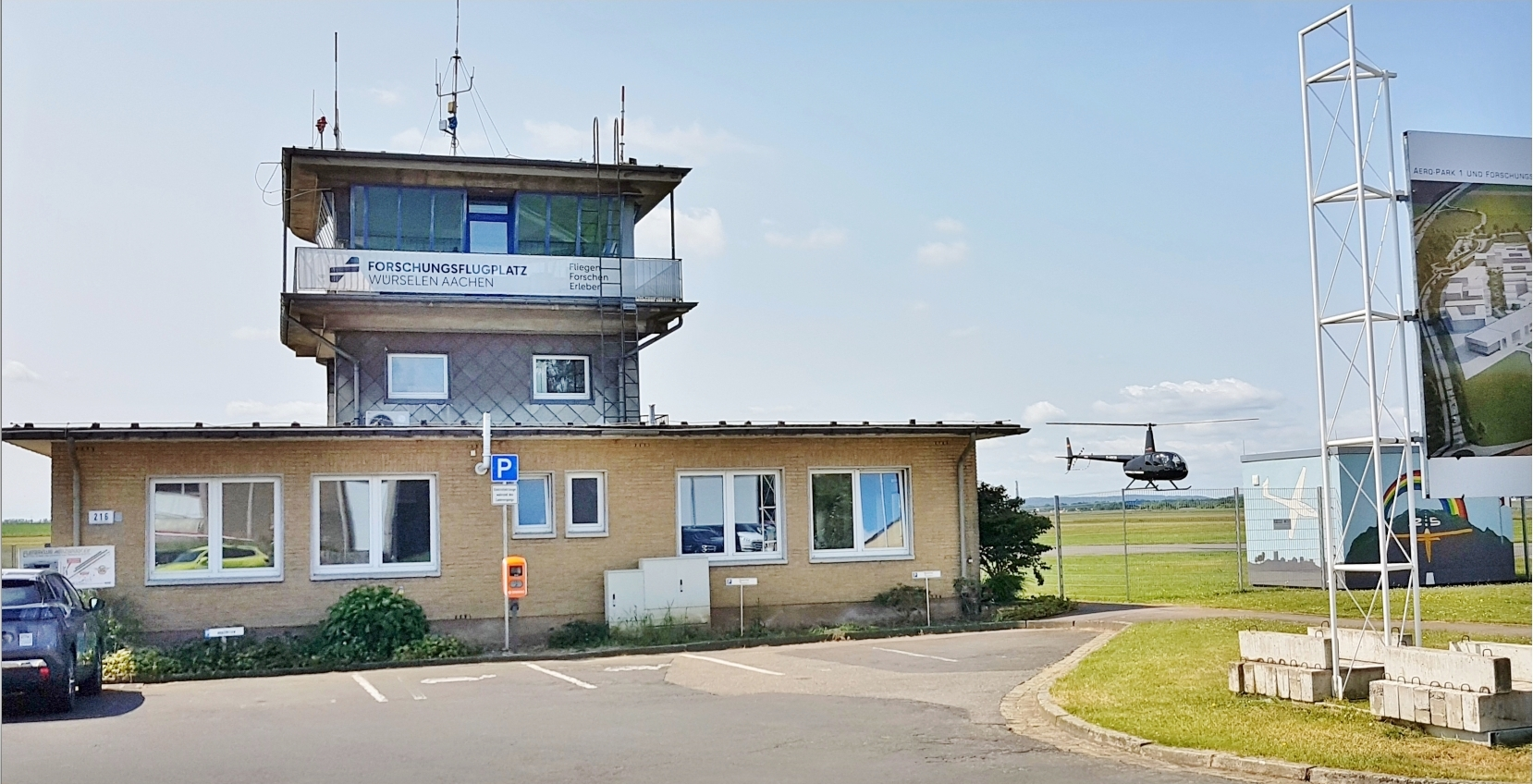
Tower des Flugplatzes 2025

Der Flugplatz Aachen-Merzbrück (IATA-Code: AAH, ICAO-Code: EDKA, Eigenbezeichnung auch Forschungsflugplatz Würselen-Aachen) ist ein deutscher Verkehrslandeplatz und liegt beim Würselener Stadtteil Broichweiden, unmittelbar an der L 223 zwischen Eschweiler und Broichweiden und an der A 44 in der Städteregion Aachen. Betreiber ist seit 2024 die „Forschungsflugplatz Würselen-Aachen GmbH“.

## Geschichte

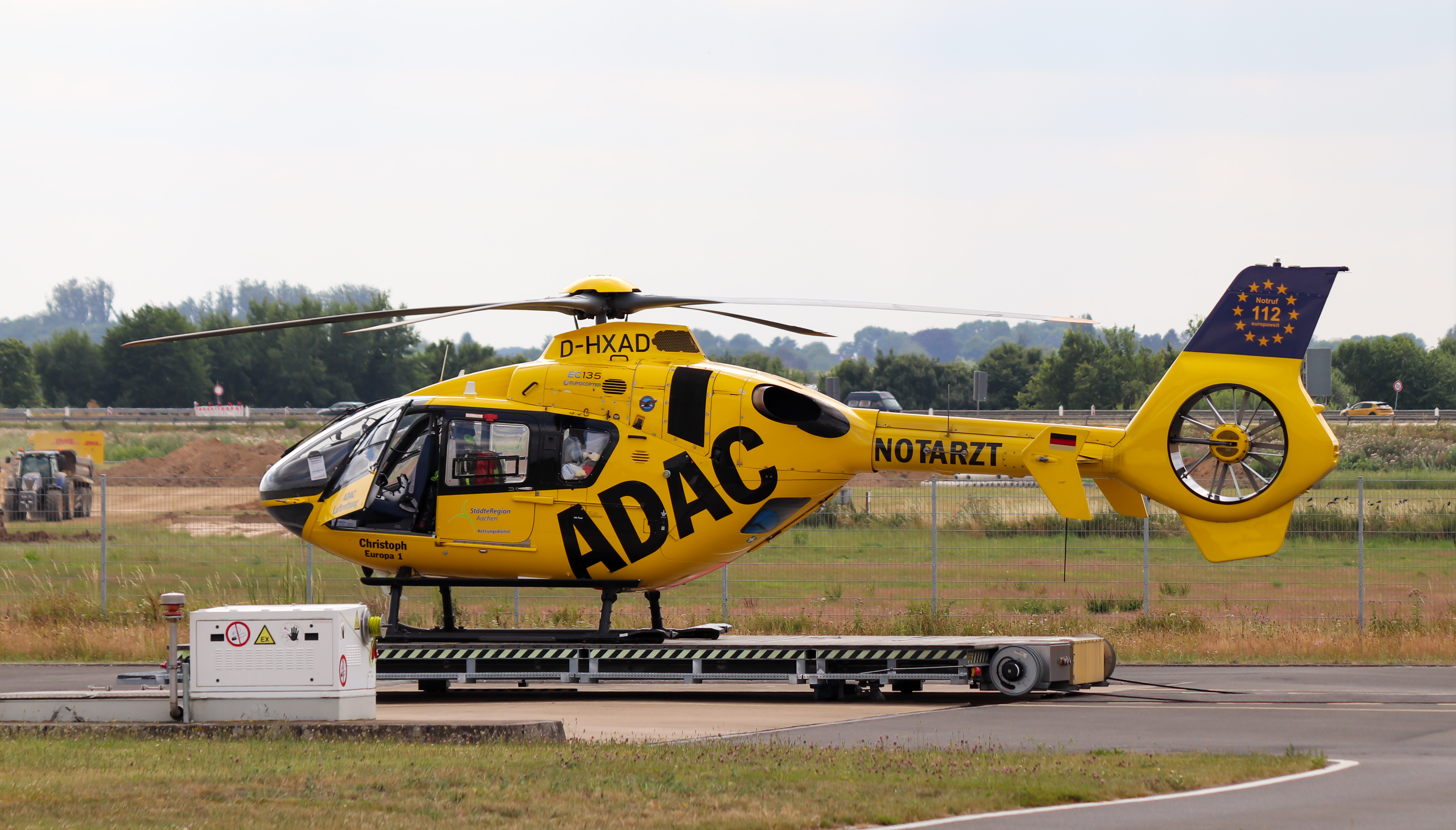
Christoph Europa 1 an seiner Station

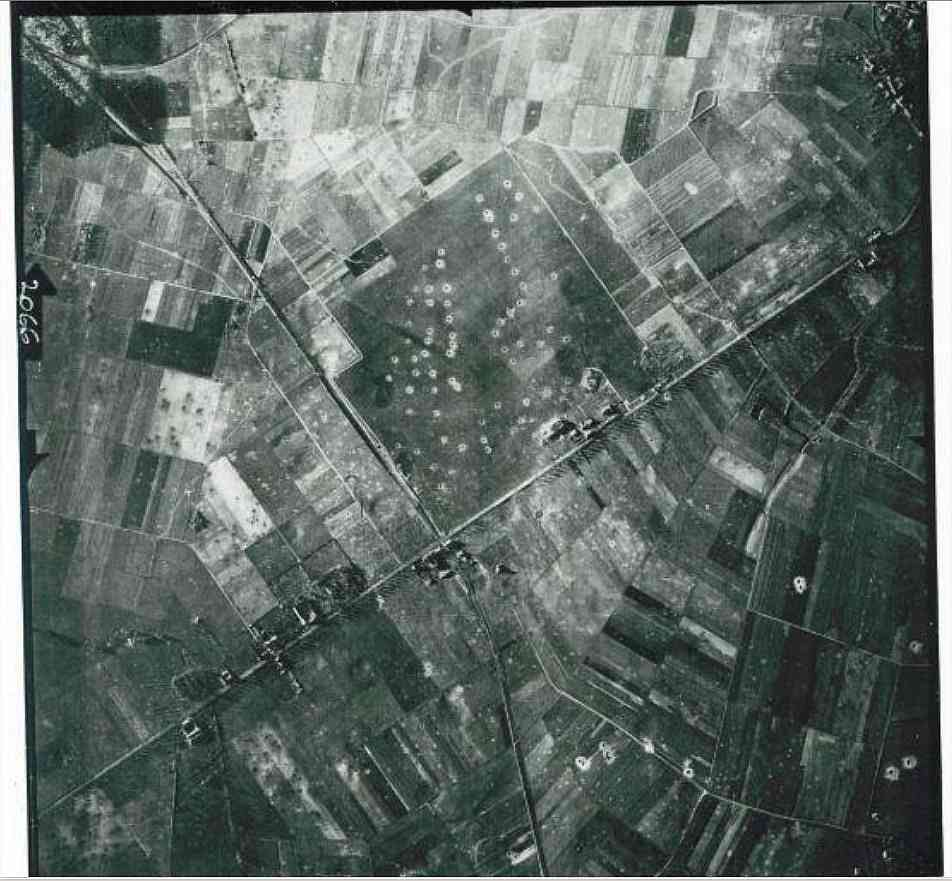
Flugfeld nach der Einnahme von Aachen 1944–1945

Im Jahr 1914 erfolgt die Gründung als behelfsmäßiger Feldflugplatz. Nach dem Ersten Weltkrieg wurde er 1919 von der damaligen belgischen Besatzungsmacht übernommen, als militärischer Feldflugplatz genutzt und entsprechend ausgebaut. 1929 zogen die belgischen Soldaten wieder ab und der Flugplatz wurde zu einem zivilen Verkehrslandeplatz. 1930 landete und startete das Luftschiff Graf Zeppelin im Rahmen eines Rheinlandrundfluges in Merzbrück. Im Jahr 1931 wurde eine Linienverbindung zum Flughafen Köln-Butzweilerhof eingerichtet, die bis 1935 mit der Junkers G 24 betrieben wurde. 1935 wurde der regelmäßige Linienflug nach Köln aus wirtschaftlichen Gründen wieder eingestellt. 1932 landete das damals weltgrößte Flugzeug, die Junkers G 38, in Merzbrück. Die Fliegerlegende Richard Perlia gründete im Jahre 1932 eine Flugschule.
Während des Zweiten Weltkrieges war Merzbrück militärischer Einsatzhafen II. Ordnung und Standort einer Flugabwehrstellung. Das ständige Luftwaffenkommando (6–8 Soldaten) wurde vom Flugplatz Köln-Butzweilerhof gestellt. Vom 11. bis 16. Mai 1940 verlegte der Stab und die I. und II. Gruppe des Sturzkampfgeschwaders 77 mit Maschinen des Typs Ju 87 B und Do 17 von Köln-Butzweilerhof nach Merzbrück, um am Angriff auf Belgien, die Niederlande, Luxemburg und Frankreich teilzunehmen (Fall Gelb). Zur selben Zeit war auch die IV. Gruppe des Lehrgeschwaders 1 hier stationiert.
Ab dem 14. März 1945 nutzten die United States Army Air Forces (USAAF) den Platz als Advanced Landing Ground ALG Y-46 u. a. auch als Bombenlager. Überwiegend wurden von dort aus Jagdbomber des Typs Republic P-47 Thunderbolt eingesetzt.
Am 11. Mai 1945 wurde diese Nutzung wieder eingestellt.

Luftfahrzeuge, die den Flugplatz angesteuert haben
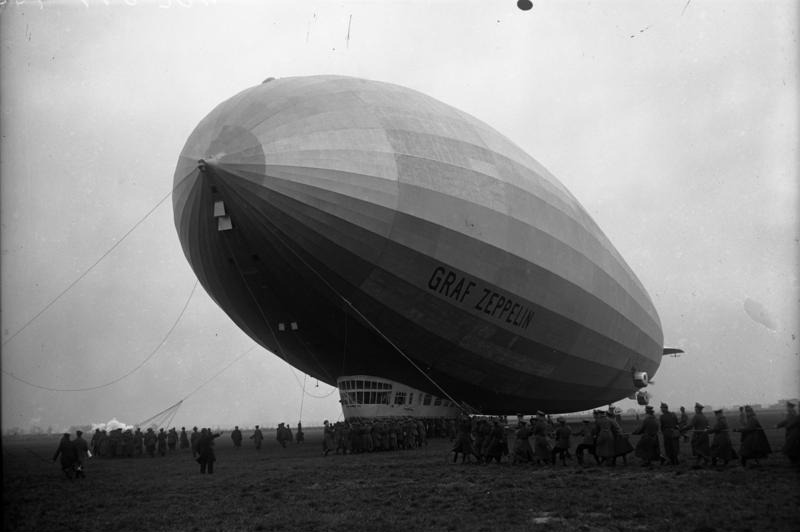
Graf Zeppelin
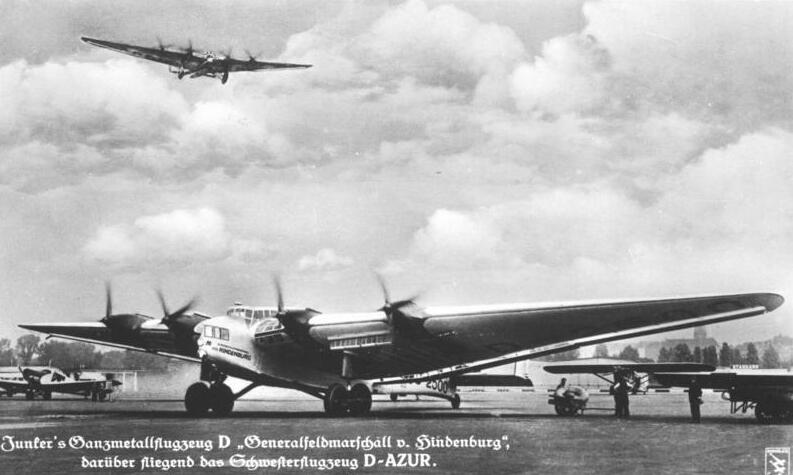
Junkers G 38
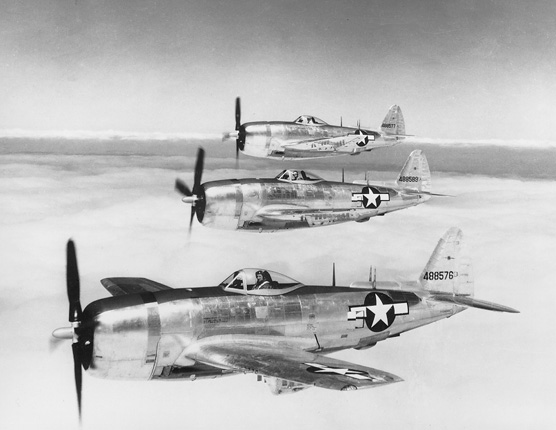
P-47 Thunderbolt

Noch 2009 wurde im Zuge der Vorbereitungen der Arbeiten zur Verschwenkung der Landebahn eine 5-Zentner-Bombe gefunden und entschärft.
Nach dem Zweiten Weltkrieg zog wieder das belgische Militär ein. Das 18. ESC LtAvn, eine Hubschrauberstaffel Alouette der belgischen Armee, benutzte ab 1956 den Flughafen. Ab 1956 wurde auch eine zivile Mitnutzung zugestanden. Es kam 1963 zur Gründung der „Westflug Aachen Luftfahrtgesellschaft“ durch Herbert Kampsmann senior, Erich Scholz und Eva-Maria Jeckewitz sowie 1964 zur Gründung der „Fluggemeinschaft Aachen e. V.“ mit sieben Vereinen. 1965 wurde durch das belgische Militär die Flugpiste befestigt. 1967 wurde für die „Westflug Aachen“ die Ausbildungsgenehmigung erteilt und es folgte 1968 die Genehmigung der „Westflug Aachen“ als luftfahrttechnischer Betrieb und 1971 die Genehmigung der zivilen Mitnutzung des Militärflugplatzes Aachen-Merzbrück als Verkehrslandeplatz. Mit dem Bau der Autobahn 44 (Aachen–Kassel) 1975 ist der Flugplatz mit seiner Landebahn in westlicher Richtung an seine Ausbaugrenze angekommen.
Am 26. November 1993 wurde die „Flugplatz Aachen-Merzbrück (FAM) GmbH“ durch den Kreis Aachen, die Städte Aachen, Eschweiler und Würselen, die Industrie- und Handelskammer Aachen und die „Fluggemeinschaft Aachen e. V.“ gegründet. Am 31. Oktober 1995 zogen die belgischen Streitkräfte ab und übergaben die Betriebsführung der „Fluggemeinschaft Aachen“. Die Übernahme des Luftrettungsstützpunktes Würselen-Merzbrück von der Bundeswehr durch den ADAC und Stationierung des Rettungshubschraubers Christoph Europa 1 folgten am 28. Februar 1998.
Von Oktober 2019 bis Mai 2020 wurde die ursprünglich 520 × 20 m große Landebahn 8/26 zurückgebaut und eine neue Landebahn 7/25, 10° verschwenkt, mit 1160 × 18 m Länge neu gebaut. Die offizielle Einweihung erfolgte am 5. September 2020. Neben der Asphaltbahn wurden auch neue Segelflugbetriebsflächen errichtet, die nach Verzögerungen im Bauablauf erst deutlich später fertiggestellt wurden. Die neue Segelflugbahn wurde am 21. Mai 2021 durch die Bezirksregierung Düsseldorf freigegeben und am Folgetag erstmals in Betrieb genommen. Segelflugbetrieb war in Aachen-Merzbrück in der Vergangenheit nur mit der Startart des Flugzeugschlepps möglich, durch den Umbau und die verlängerte Bahn sind nun auch Windenstarts möglich. Die FGA (Flugplatzgemeinschaft Aachen e. V.) betreibt gemeinsam mit allen platzansässigen Vereinen eine Elektrowinde.
Im Rahmen des Strukturwandels in der Region Aachen und im gesamten Rheinischen Revier sowie mittels der schrittweisen Ansiedlung von Forschungsabteilungen der RWTH Aachen und der FH Aachen mit Schwerpunkten auf klimaschonenden und imissionsarmen Flugverkehr, gefördert unter anderem durch das Land Nordrhein-Westfalen, wurde der Flugplatz in Forschungsflugplatz Würselen-Aachen und die Betreibergesellschaft zunächst in Forschungsflugplatz Aachen-Merzbrück GmbH und ab dem 1. Januar 2024 abschließend in Forschungsflugplatz Würselen-Aachen GmbH umbenannt.

## Nutzung
Der Flugplatz ist zugelassen für:
- Flächenluftfahrzeuge (keine Jets) bis 5,7 t Höchstabfluggewicht (MTOM)
- 3–5,7 t MTOM PPR,
- Hubschrauber bis 5,7 t MTOM

Die Fachhochschule Aachen, die Rheinisch-Westfälische Technische Hochschule Aachen, das Deutsche Zentrum für Luft- und Raumfahrt e. V., eine gewerbliche Flugschule, diverse Firmen und mehrere Luftsport treibende Vereine nutzen als Anlieger den Platz.
In den Jahren 2018 bis 2022 erfolgten folgende Flugbewegungen:
| Jahr | Anzahl Starts | Anzahl Landungen |
| 2018 | 22487         | 22539            |
| 2019 | 22303         | 22295            |
| 2020 | 19465         | 19458            |
| 2021 | 21908         | 21863            |
| 2022 | 27611         | 27604            |

## Zwischenfälle
Der Bundesstelle für Flugunfalluntersuchung wurden zwischen 1998 und 2022 insgesamt 22 meldepflichtige Flugunfälle und schwere Störungen am Standort Merzbrück angezeigt.
Am 16. Juli 2022 stürzte ein am Platz stationiertes Leichtflugzeug vom Typ Cessna 172 R mit zwei Personen an Bord im Landeanflug ab. Während eines Ausbildungsfluges am Doppelsteuer kam es im Endanflug zu einer Annäherung des Flugzeuges Cessna 172 R an einen platzfremden, vorausfliegenden Hubschrauber Robinson R44. Beim Durchstarten geriet das Flugzeug in eine unkontrollierte Fluglage und prallte auf den Boden. Der Fluglehrer starb noch an der Unfallstelle, der Flugschüler konnte noch lebend in ein Krankenhaus eingeliefert werden und verstarb später an den Folgen seiner Verletzung.

## Verkehr

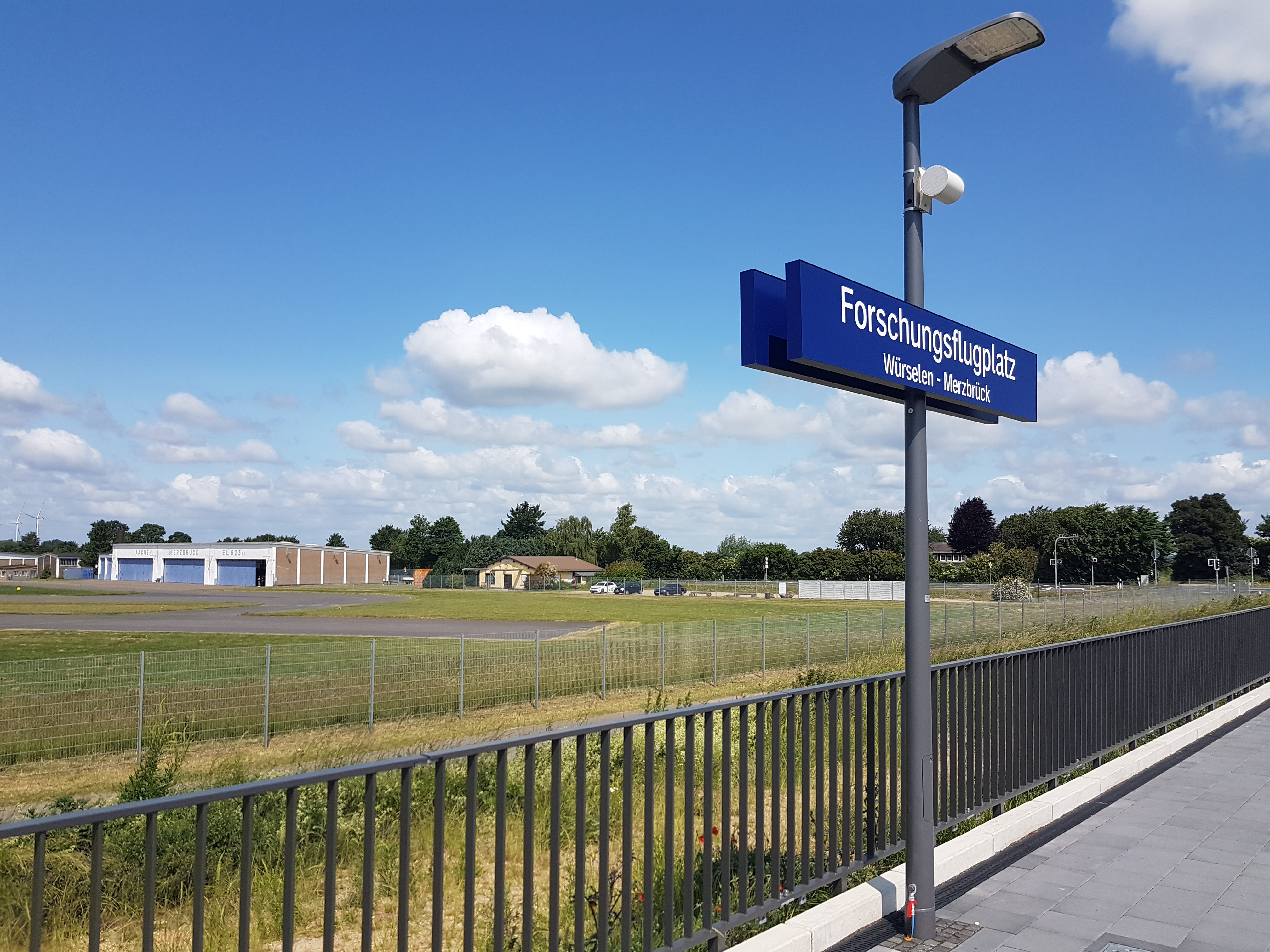
Bahnstrecke Stolberg–Herzogenrath in der Einflugschneise

Die nächste Anschlussstelle ist „Broichweiden“ an der A 44.
Der Flugplatz hat seit Oktober 2024 wieder eine Station an der Bahnstrecke Stolberg–Herzogenrath erhalten. Die 1981 stillgelegte Bahnstrecke wurde von der EVS GmbH im Juni 2016 reaktiviert und wird durch die Euregiobahn bedient. Anfang 2015 wurde bekannt, dass die geplante Elektrifizierung der Bahnstrecke nicht genehmigungsfähig ist, weil sich die Oberleitung in der Einflugschneise befinden würde. Die ursprünglich zum Zeitpunkt der Inbetriebnahme der Eisenbahnstrecke geplante Errichtung des Haltepunktes Merzbrück wurde ebenfalls verschoben. Der neue Haltepunkt Forschungsflugplatz Würselen-Merzbrück wurde von Juli bis September 2024 errichtet. Der Bedarfshalt wird seit dem 25. Oktober 2024 einmal stündlich pro Richtung angefahren. Neben dem Haltepunkt entstehen ebenfalls Parkplätze für Park and Ride und Bike and ride sowie eine Buswendeschleife.

## Sonstiges
Im Wappen der 1972 aufgelösten Gemeinde Broichweiden befindet sich in Anlehnung an den Flugplatz ein Flugzeug.
In einem Teil der ehemaligen belgischen Kasernengebäude befindet sich das Funkhaus des Lokalradios Antenne AC.
Man kann auf dem Flugplatz verschiedene historische Flugzeuge beobachten, zum Beispiel haben North American T-6 bzw. CCF-Harvard, Yak 18, Boeing Stearman, Pilatus P-3 und andere Oldtimer hier ihren Stellplatz.
Die 2018 gegründete Firma e.SAT GmbH möchte auf dem Flughafen das Silent Air Taxi, ein Boxwing mit Hybridantrieb, entwickeln und im angrenzenden Gewerbepark auch produzieren. Geschäftsführer des Unternehmens ist Günther Schuh.

## Veranstaltungen
Bis 2010 fand auf dem Flugplatz das Westflug-Festival statt. Die verschärften Sicherheitsbestimmungen für Großveranstaltungen, die nicht eingehalten werden konnten, führten zur Absage des Festivals für 2011. Erst 2014 gab es mit der Feier zum 100-jährigen Bestehen wieder ein Flugfestival. Von 2011 bis 2016 fand auf dem Flugplatz Merzbrück das zweitägige Festival für elektronische Musik Seltsames Verhalten statt.

## Kritik
Es gibt Berichte von Anwohnerinnen und Anwohner über Vorfälle von Lärmbelästigungen durch die Luftfahrt. Bereits 1981 gründete sich die Bürgerinitiative Merzbrück. So wurden z. B. im Jahr 2020 bei 39.000 Flugbewegungen vierzehn dokumentierte Bürgerbeschwerden bei der Bezirksregierung und sechs bei der Flugplatzbetreiber GmbH abgegeben. Die von Naturschutzverbänden wie dem BUND Kreis Aachen und der Nabu Aachen Land und der Klimabewegung Parents for Future unterstützte Bürgerinitiative setzt sich u. a. für mehr Lärmschutz ein.
Der Forschungsflugplatz Würselen-Aachen hat seit 1985 einen Lärmschutzbeirat eingerichtet. Solche Kommissionen sollen zur Sicherung der Genehmigungsbehörde sowie des Bundesaufsichtsamtes für Flugsicherung und der Flugsicherungsorganisationen über Maßnahmen zum Schutz gegen Fluglärm und gegen Luftverunreinigungen durch Luftfahrzeuge gemäß § 32 b Abs. 1 Luftverkehrsgesetz (LuftVG) gebildet werden. Im November 2024 zog sich die Bürgerinitiative aus diesem Gremium aus Protest zurück.